# Carrer de la Indústria (Sabadell)

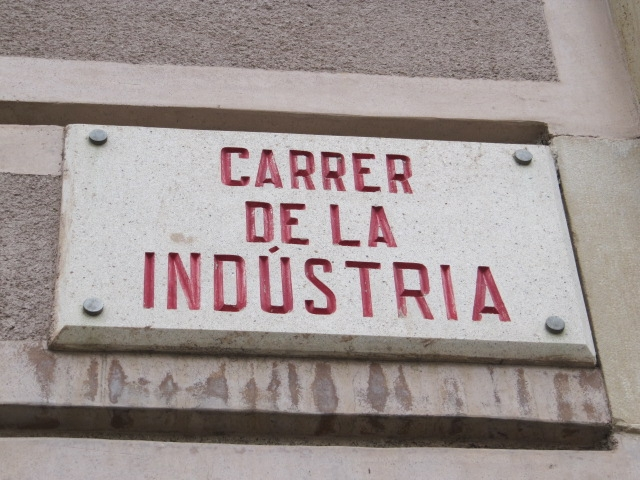
Placa del carrer de la Indústria

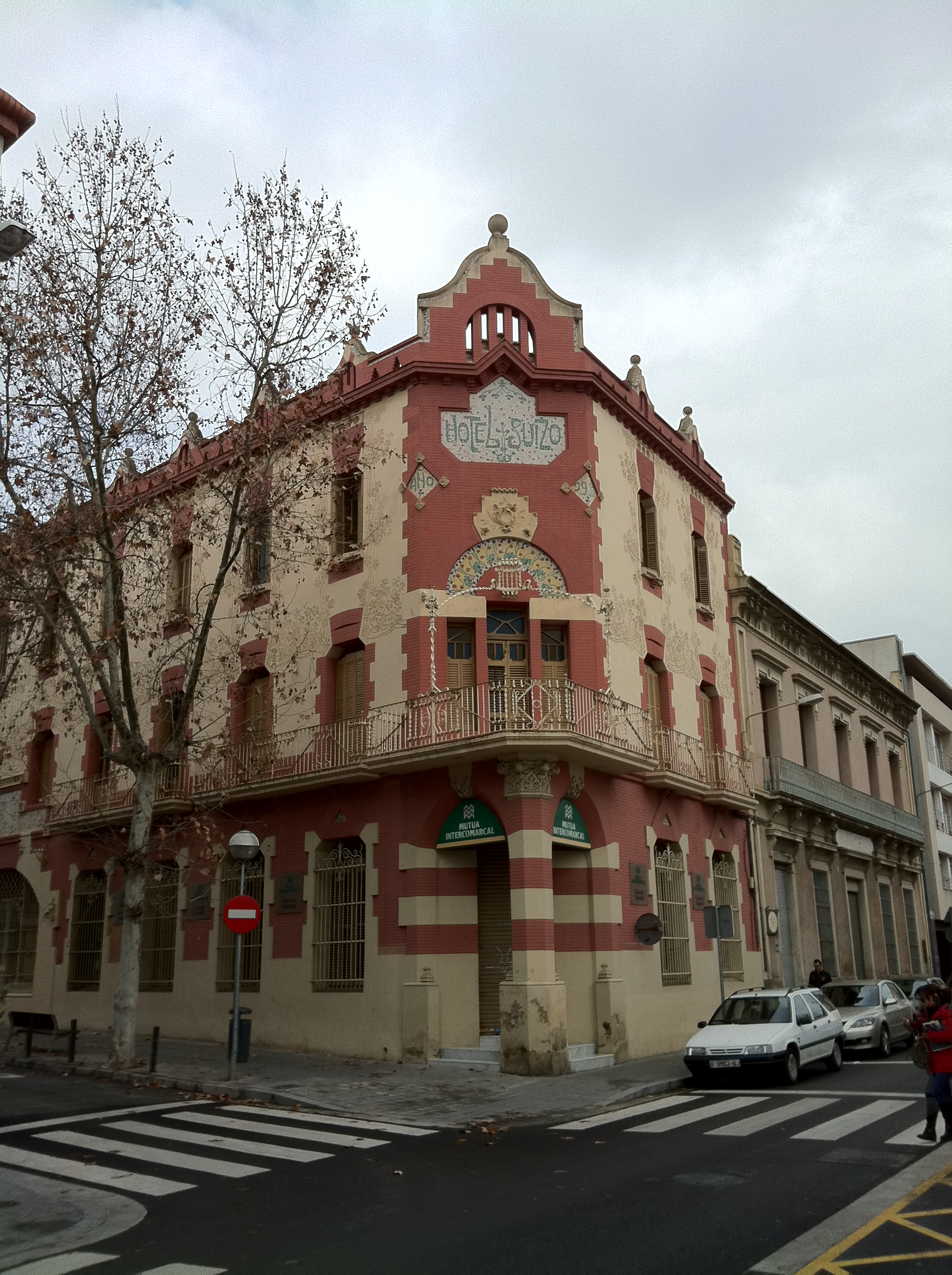
Hotel Suís

El carrer de la Indústria és un carrer de Sabadell rellevant en la història contemporània de la ciutat. Uneix el centre històric de Sabadell amb l'antiga estació de la Renfe, situada a la Gran Via, i que és l'eix principal de transport de Sabadell.
L'arribada del tren va ser molt important per al desenvolupament industrial de Sabadell i aquest carrer va esdevenir, doncs, un centre neuràlgic, ja que s'hi van instal·lar molts despatxos tèxtils i cases senyorials.
El primer cap de setmana de setembre, durant la Festa Major de Sabadell, s'hi celebra la Fira d'Artesania del carrer de la Indústria, on s'instal·len parades de venda de bijuteria, d'objectes artesans de regal i de productes artesans d'alimentació: mel, herbes, embotits, formatges, patés, pa de figues…

## Història
El 1879 Antoni Casanovas i Ferran –fill d'Antoni Casanovas i Bosch– demanà permís a l'Ajuntament per obrir un carrer de 8 m d'amplada en terres de la seva propietat. Havia d'enllaçar l'estació del ferrocarril amb el carrer de la Concepció, on tenia l'empresa. El 1880 Casanovas va decidir que l'amplada seria d'11 m. L'any 1881 l'Ajuntament aprovar d'anomenar-lo carrer de la Indústria. El 1890 es va fundar la Indústria Sallarès a la cantonada amb el carrer de la Concepció, l'edifici de la qual actualment és la seu de la Companyia d'Aigües de Sabadell. El 1892 el consistori va decidir d'allargar el carrer fins al carrer de Sant Llorenç, cosa no es va fer efectiva fins al 31 de desembre de 1907. L'any 1939, l'Ajuntament franquista va canviar el nom de la via per Calle de Calvo Sotelo. Pel maig del 1979 es va tornar a dir carrer de la Indústria.

## Edificis rellevants
Al carrer hi ha l'Arxiu Històric de Sabadell, l'antic Hotel Suís (1903) i el col·legi de la Sagrada Família (1908). Algunes de les cases senyorials que hi havia i que s'han conservat són:
- La del núm. 10. Despatx Lluch (1908)
- La del núm. 16. Casa despatx Maria Sampere o Casa Guasch (1931).
- La del núm. 22.
- La del núm. 25-29. Cases d'en Comadran (1928).
- La del núm. 28. Casa Tamburini (1920).
- La del núm. 32-34. Casa Ponsà (1891) (acull l'Arxiu Històric de Sabadell).